# Teofil Rzepnikowski
Teofil Rzepnikowski (ur. 5 lutego 1843, Małe Radowiska, zm. 8 lutego 1922, Lubawa) – uczestnik powstania styczniowego, działacz spółdzielczy na Warmii i Mazurach, poseł do parlamentu Rzeszy (1890-1898), poseł na sejm pruski (1893-1898).
Uczęszczał do gimnazjum w Chełmnie, które ukończył z wyróżnieniem w 1862 roku. Po czym podjął studia medyczne we Wrocławiu. Wziął udział w powstaniu styczniowym (1963) walcząc w szeregach ugrupowań Mielęckiego i Calliera. Po zakończeniu zrywu kontynuował studia medyczne w Królewcu, Wrocławiu i Berlinie. Został lekarzem okulistą. W 1867 roku uzyskał stopień doktora medycyny.  4 kwietnia 1868 przybył do Lubawy, by rozpocząć praktykę lekarską. Równolegle zaczął angażować się w życie społeczne, zakładając teatr amatorski i kółko śpiewacze. Włączył się także w działalność polityczną, doprowadzając do zdobycia większości w Radzie Miejskiej przez Polaków. Zasłużył się także polskiej spółdzielczości jako pomysłodawca utworzenia wielu organizacji spółdzielczych, między innymi Spółki Pożyczkowej w Lubawie.
Założony przez niego Bank Ludowy (kontynuator Spółki Pożyczkowej) był powiązany ze spółkami parcelacyjnymi (spółdzielnie, które wykupywały upadłe gospodarstwa celem odsprzedania ich Polakom, co miało przeciwdziałać germanizacji i niemieckiej kolonizacji ziem polskich). Rzepnikowski był także inicjatorem powstania podobnych banków w innych rejonach Pomorza.